# Nati nel 1938/Settembre
| Questa pagina contiene informazioni ricavate automaticamente dalle voci biografiche con l'ausilio del template Bio e di un bot. L'aggiornamento è periodico e automatico e ricostruisce completamente la pagina. Se manca una persona in questa lista, sei pregato di non aggiungerla, ma accertati piuttosto che la sua voce biografica contenga il template Bio e che i dati anagrafici siano correttamente compilati. Se il template Bio manca, inseriscilo tu stesso o, in alternativa, metti l'avviso {{tmp\|Bio}} che ne segnala la mancanza. Se i dati riportati sono sbagliati, correggi direttamente la voce biografica; le modifiche saranno visibili in questa lista entro pochi giorni. Per chiarimenti vedi il progetto biografie. La lista contiene solo le 202 persone che sono citate nell'enciclopedia e per le quali è stato implementato correttamente il template Bio. Pagina aggiornata al 10 ago 2025. |

- 1º settembre - Art Agnos, politico statunitense
- 1º settembre - Boris Cyretarovič Chalzanov, regista sovietico († 1993)
- 1º settembre - Alan Dershowitz, avvocato, giurista e opinionista statunitense
- 1º settembre - Alton Ellis, cantautore giamaicano († 2008)
- 1º settembre - Per Kirkeby, pittore, scultore e scrittore danese († 2018)
- 1º settembre - Pavel Kouba, calciatore cecoslovacco († 1993)
- 1º settembre - Michael Ilmari Saaristo, aracnologo e entomologo finlandese († 2008)
- 1º settembre - Rosario Spatola, mafioso e imprenditore italiano
- 2 settembre - John Angus, calciatore inglese († 2021)
- 2 settembre - Carlo Bordini, poeta e storico italiano († 2020)
- 2 settembre - Mary Jo Catlett, attrice e doppiatrice statunitense
- 2 settembre - Jany Clair, attrice francese
- 2 settembre - Jimmy Clanton, cantante e attore statunitense
- 2 settembre - Giuliano Gemma, attore e stuntman italiano († 2013)
- 2 settembre - Lajos Kozma, tenore ungherese († 2007)
- 2 settembre - Vjačeslav Maruško, calciatore sovietico († 1999)
- 2 settembre - Gloria Münchmeyer, attrice cilena
- 2 settembre - Mariarosa Schiaffino, scrittrice, giornalista e pubblicista italiana
- 2 settembre - Sergio Tacchini, stilista, imprenditore e ex tennista italiano
- 3 settembre - Chandrakanta, scrittrice indiana
- 3 settembre - Caryl Churchill, drammaturga britannica
- 3 settembre - Cristina Ebner, ex sciatrice alpina italiana
- 3 settembre - Dieter Höller, calciatore tedesco († 2013)
- 3 settembre - Jean Link, schermidore lussemburghese († 2020)
- 3 settembre - Vic Nocera, produttore discografico, paroliere e compositore italiano
- 3 settembre - Ryōji Noyori, chimico giapponese
- 3 settembre - Giancarlo Rosati, medico italiano († 2020)
- 4 settembre - Francesco Auleta, politico italiano
- 4 settembre - Robert Carmody, pugile statunitense († 1967)
- 4 settembre - John Darmanin, ex calciatore maltese
- 4 settembre - Leonard Frey, attore statunitense († 1988)
- 4 settembre - Shen Dali, scrittore e politico cinese
- 4 settembre - Rolf Wüthrich, calciatore svizzero († 2004)
- 5 settembre - Lina Bernardi, attrice italiana
- 5 settembre - Danielle De Metz, attrice francese
- 5 settembre - Gianfranco Maddoli, storico e politico italiano
- 5 settembre - Marcello Mariani, pittore e scultore italiano († 2017)
- 5 settembre - Doreen Massey, politica britannica († 2024)
- 5 settembre - Rodrigo Mejía Saldarriaga, vescovo cattolico colombiano
- 5 settembre - Orlando Rossardi, poeta e drammaturgo cubano († 2024)
- 5 settembre - Nani Tedeschi, pittore, disegnatore e incisore italiano († 2017)
- 5 settembre - Piotr Lachert, compositore polacco († 2018)
- 6 settembre - Martin Hocke, scrittore inglese († 2005)
- 6 settembre - Dennis Oppenheim, performance artist statunitense († 2011)
- 6 settembre - Joan Tower, compositrice, pianista e direttrice d'orchestra statunitense
- 6 settembre - Carlos Cezar de Souza, calciatore brasiliano († 2011)
- 7 settembre - Jan A. Aertsen, filosofo e teologo olandese († 2016)
- 7 settembre - Luigina Agostinelli, ex cestista italiana
- 7 settembre - Ralph Davis, cestista statunitense († 2021)
- 7 settembre - Muriel Drazien, psicoanalista francese († 2018)
- 7 settembre - Pavel Grigor'evič Ljubimov, regista sovietico († 2010)
- 7 settembre - Juanita Millender-McDonald, politica statunitense († 2007)
- 8 settembre - Wibke Bruhns, giornalista e scrittrice tedesca († 2019)
- 8 settembre - Adrian Cronauer, avvocato, attivista e militare statunitense († 2018)
- 8 settembre - Antoine Groschulski, calciatore polacco († 2018)
- 8 settembre - Sam Nunn, politico e avvocato statunitense
- 8 settembre - Vittorio Orlandi, cavaliere italiano
- 8 settembre - Gianni Sassi, produttore discografico, imprenditore e fotografo italiano († 1993)
- 8 settembre - Lino Tardia, pittore italiano († 2021)
- 8 settembre - José Augusto Torres, calciatore e allenatore di calcio portoghese († 2010)
- 9 settembre - Luciano Arbizzani, ex calciatore italiano
- 9 settembre - Mečyslaǔ Hryb, politico bielorusso
- 9 settembre - Howard McKeon, politico statunitense
- 9 settembre - Carmine Mensorio, chirurgo e politico italiano († 1996)
- 9 settembre - Claudio Nizzi, fumettista e scrittore italiano
- 9 settembre - Bill Raymond, attore statunitense
- 9 settembre - Johnny Robinson, ex giocatore di football americano statunitense
- 9 settembre - Massimo Teodori, politico, storico e giornalista italiano
- 10 settembre - Franco Brocani, regista e sceneggiatore italiano († 2023)
- 10 settembre - Roxanne Dunbar-Ortiz, scrittrice e storica statunitense
- 10 settembre - Mária Kaló, ex cestista ungherese
- 10 settembre - Jan Lála, ex calciatore cecoslovacco
- 10 settembre - Pepe Laso, ex cestista, allenatore di pallacanestro e dirigente sportivo spagnolo
- 10 settembre - Tomasi Puapua, politico tuvaluano
- 10 settembre - Kjell Svensson, hockeista su ghiaccio svedese
- 10 settembre - Evgenij Tatarskij, regista sovietico († 2015)
- 11 settembre - Perry Anderson, storico, sociologo e saggista britannico
- 11 settembre - Piero Anversa, medico italiano
- 11 settembre - Fabio Doplicher, poeta, scrittore e drammaturgo italiano († 2003)
- 11 settembre - Franco Fiorita, politico italiano († 2001)
- 11 settembre - Ginès Gonzales, ex calciatore francese
- 11 settembre - Luigi Guastamacchia, giornalista e dirigente d'azienda italiano († 2020)
- 11 settembre - Filippo Marchese, mafioso italiano († 1982)
- 11 settembre - Giovanni Orlandi, latinista, medievista e filologo italiano († 2007)
- 12 settembre - Anne Helm, attrice e scrittrice canadese
- 12 settembre - John Krogh, calciatore norvegese († 2019)
- 12 settembre - Tatiana Troyanos, mezzosoprano statunitense († 1993)
- 12 settembre - Tofik Šachverdiev, regista sovietico
- 13 settembre - Claudio Cassinelli, attore italiano († 1985)
- 13 settembre - Angus Douglas-Hamilton, XV duca di Hamilton, nobile scozzese († 2010)
- 13 settembre - Charlie Hardnett, cestista statunitense († 2019)
- 13 settembre - Gaia Servadio, giornalista, saggista e artista italiana († 2021)
- 13 settembre - John Smith, politico britannico († 1994)
- 14 settembre - Alfredo Alfani, politico italiano († 1984)
- 14 settembre - Franco Califano, cantautore, produttore discografico e attore italiano († 2013)
- 14 settembre - Nello Governato, calciatore, dirigente sportivo e scrittore italiano († 2019)
- 14 settembre - Kay Knapp, ex nuotatrice statunitense
- 14 settembre - Tomás Taveira, architetto portoghese
- 14 settembre - Tiziano Terzani, giornalista e scrittore italiano († 2004)
- 14 settembre - Ferdinand Willeit, politico e manager italiano († 2018)
- 15 settembre - Fumio Demura, artista marziale e attore giapponese († 2023)
- 15 settembre - Marisa Jossa, modella italiana († 2023)
- 15 settembre - Lya Luft, scrittrice, traduttrice e linguista brasiliana († 2021)
- 15 settembre - Marcelo Angiolo Melani, vescovo cattolico e missionario italiano († 2021)
- 15 settembre - Silvano Mencacci, ex calciatore italiano
- 15 settembre - Rafael Osuna, tennista messicano († 1969)
- 15 settembre - Gaylord Perry, giocatore di baseball statunitense († 2022)
- 15 settembre - Gerry Schum, gallerista tedesco († 1973)
- 16 settembre - David Benedictus, scrittore e produttore televisivo britannico († 2023)
- 16 settembre - Radka Brožková, cestista cecoslovacca († 2019)
- 16 settembre - Edward George, economista inglese († 2009)
- 16 settembre - Contardo Giorgi, aviatore italiano († 1976)
- 16 settembre - Taru Valjakka, soprano finlandese
- 17 settembre - Paul Benedict, attore statunitense († 2008)
- 17 settembre - Jorge Bogarín, cestista paraguaiano († 2024)
- 17 settembre - Ľudovít Cvetler, ex calciatore cecoslovacco
- 17 settembre - Aydın İbrahimov, lottatore sovietico († 2021)
- 18 settembre - Frans de Haan, cestista olandese († 2022)
- 18 settembre - Arcángel López, calciatore argentino († 2021)
- 18 settembre - Adriano Mariuz, storico dell'arte italiano († 2003)
- 18 settembre - Maria Agostina Pellegatta, politica italiana
- 18 settembre - Billy Robinson, wrestler britannico († 2014)
- 18 settembre - Italo Tomassoni, critico d'arte, saggista e museologo italiano
- 19 settembre - Marko Bilić, allenatore di calcio e ex calciatore bosniaco
- 19 settembre - Giuseppe Cataldo, mafioso italiano († 2011)
- 19 settembre - Alberto Marzaioli, ciclista su strada italiano († 2014)
- 19 settembre - Jorge Alberto Mendonça, ex calciatore portoghese
- 20 settembre - Edison Ciavattone, ex cestista uruguaiano
- 20 settembre - George Hochbrueckner, politico statunitense
- 20 settembre - Pia Lindström, giornalista svedese
- 20 settembre - Luigi Zanzi, giurista e storico italiano († 2015)
- 21 settembre - Kelly Coleman, cestista statunitense († 2019)
- 21 settembre - Nicolás Cotugno Fanizzi, arcivescovo cattolico italiano
- 21 settembre - Macram Max Gassis, vescovo cattolico sudanese († 2023)
- 21 settembre - Doug Moe, ex cestista e allenatore di pallacanestro statunitense
- 21 settembre - Yūji Takahashi, compositore, pianista e critico musicale giapponese
- 22 settembre - Walter E. Boomer, generale e dirigente d'azienda statunitense
- 22 settembre - Renzo Francescotti, poeta e scrittore italiano († 2025)
- 22 settembre - Dave Gorsuch, sciatore alpino statunitense († 2021)
- 22 settembre - Vassili Karis, attore greco
- 22 settembre - Jacques Logie, politico, magistrato e storico belga († 2007)
- 22 settembre - Maurizio Majorana, contrabbassista e bassista italiano († 2023)
- 22 settembre - Dean Reed, attore e cantante statunitense († 1986)
- 22 settembre - Boris Selickij, ex sollevatore sovietico
- 22 settembre - Rafael del Pino, aviatore cubano
- 23 settembre - Hartwig Altenmüller, egittologo tedesco
- 23 settembre - Anna Maria Bisi, archeologa italiana († 1990)
- 23 settembre - Vittorino Calloni, calciatore e allenatore di calcio italiano († 2004)
- 23 settembre - Giovanni Cantoni, scrittore italiano († 2020)
- 23 settembre - Tom Lester, attore statunitense († 2020)
- 23 settembre - Jean-Claude Mézières, fumettista francese († 2022)
- 23 settembre - Maria Perschy, attrice austriaca († 2004)
- 23 settembre - Romy Schneider, attrice austriaca († 1982)
- 23 settembre - Joseph D. Sneed, fisico e filosofo statunitense († 2020)
- 23 settembre - Giuseppe Tomassini, matematico italiano
- 24 settembre - Orio Caldiron, critico cinematografico e storico del cinema italiano († 2025)
- 24 settembre - Ronald Crisp, ex calciatore inglese
- 24 settembre - Miguel González Lázaro, cestista spagnolo († 2022)
- 24 settembre - Rex Hughes, allenatore di pallacanestro e dirigente sportivo statunitense († 2016)
- 25 settembre - Ron Hill, maratoneta e mezzofondista britannico († 2021)
- 25 settembre - Per Funch Jensen, calciatore danese († 1960)
- 25 settembre - Kim Ji-young, attrice sudcoreana († 2017)
- 25 settembre - Neville Lederle, pilota automobilistico sudafricano († 2019)
- 25 settembre - Giuseppe Merisi, vescovo cattolico italiano
- 25 settembre - Jonathan Motzfeldt, politico groenlandese († 2010)
- 25 settembre - Leonid Sergeevič Popov, regista sovietico († 2020)
- 26 settembre - Lucette Aldous, ballerina australiana († 2021)
- 26 settembre - Giuseppe Buffi, politico svizzero († 2000)
- 26 settembre - Peter Jacobs, ex schermidore britannico
- 26 settembre - Andrej Lukanov, politico bulgaro († 1996)
- 26 settembre - Antonio Moscato, storico italiano
- 26 settembre - Juan Manuel Villa, calciatore spagnolo († 2025)
- 27 settembre - Günter Brus, pittore, scrittore e performance artist austriaco († 2024)
- 27 settembre - Jean-Loup Dabadie, giornalista, scrittore e sceneggiatore francese († 2020)
- 27 settembre - Andreas Franzke, storico dell'arte tedesco
- 27 settembre - Betty Lou Keim, attrice statunitense († 2010)
- 27 settembre - Jim Ross Lightfoot, politico statunitense
- 27 settembre - Riccardo Moradei, ex calciatore italiano
- 27 settembre - Alberto Orlando, ex calciatore italiano
- 27 settembre - Piero Sammataro, attore e regista teatrale italiano († 2013)
- 27 settembre - René Schiermeyer, lottatore francese
- 27 settembre - David Socha, arbitro di calcio statunitense († 2025)
- 28 settembre - Ezio Maria Caserta, regista teatrale, drammaturgo e poeta italiano († 1997)
- 28 settembre - Dietrich Dörner, psicologo tedesco
- 28 settembre - Peter Grosser, calciatore e allenatore di calcio tedesco († 2021)
- 28 settembre - Huang Ju, politico cinese († 2007)
- 28 settembre - Ben E. King, cantautore statunitense († 2015)
- 28 settembre - Alexander Malta, cantante lirico svizzero († 2016)
- 29 settembre - Dave Harper, calciatore inglese († 2013)
- 29 settembre - Wim Kok, politico e sindacalista olandese († 2018)
- 29 settembre - Stefano Stefani, politico e imprenditore italiano († 2024)
- 29 settembre - Mirella Tarabocchia, ex cestista italiana
- 30 settembre - Germán Aceros, calciatore colombiano († 2018)
- 30 settembre - Carlo Brugnami, ciclista su strada italiano († 2018)
- 30 settembre - Martin Clark, scrittore e storico britannico († 2017)
- 30 settembre - Alfred Cuschieri, chirurgo maltese
- 30 settembre - Angelo Damiano, ex ciclista su strada e pistard italiano
- 30 settembre - Dmitrij Dolinin, regista sovietico
- 30 settembre - Sergio Maccagnan, direttore di coro italiano († 2014)
- 30 settembre - Peter Martell, attore italiano († 2010)
- 30 settembre - Ulrich Rückriem, artista tedesco
- 30 settembre - Kees Vlak, musicista e compositore olandese († 2014)